# 시흥마린월드
시흥마린월드는 대한민국 경기도 시흥시에 있는 놀이공원이다. 그러나 2008년에 폐장되었다.

## 시설물

### 놀이기구
- 바이킹
- 관람차
- 미니바이킹
- 범퍼카
- 환상특급
- 회전목마

### 기타
- 매표소
- 매점
- 화장실
- 주차장